# علي أباد (تشكدان)
علي أباد (بالفارسية: علی‌آباد) هي قرية تقع في إيران في هرمزغان. يقدر عدد سكانها بـ 174 نسمة .